# Спартак (Башкортостан)
Спарта́к (баш. Спартак) — село в Ермекеевском районе Башкортостана. Административный центр Спартакского сельсовета.

## Географическое положение
Расстояние до:
- районного центра (Ермекеево): 16 км,
- ближайшей ж/д станции (Приютово): 16 км.

## Население
| 2002 | 2009 | 2010 |
| ---- | ---- | ---- |
| 932  | ↗994 | ↘924 |

### Национальный состав
Согласно переписи 2002 года, преобладающая национальность — русские (53 %).

## Улицы
| - ул. 60 лет СССР, - ул. Клубная, - ул. Ключевая, | - ул. Комсомольская, - ул. Кооперативная, - ул. Луговая, | - ул. Пионерская, - ул. Полевая, - ул. Сергея Старикова. |

## Религия
В селе есть православная церковь Казанской иконы Божией Матери.

## Достопримечательности
Усадьба Ляхова — летняя резиденция известного дореволюционного коннозаводчика  Бориса Ляхова, поставлявшего жеребцов для царской семьи и русской армии и признанного в 1909 году лучшим в своём деле во всей России. Главный двухэтажный дом усадьбы построен в 1908 году в стиле русского классицизма.